# Sideroxylon oxyacanthum
Sideroxylon oxyacanthum är en tvåhjärtbladig växtart som beskrevs av Henri Ernest Baillon. Sideroxylon oxyacanthum ingår i släktet Sideroxylon och familjen Sapotaceae. Inga underarter finns listade i Catalogue of Life.